# Муліте
Муліте (пол. Mulite, нім. Bärenwinkel) — село в Польщі, у гміні Бжежно Свідвинського повіту Західнопоморського воєводства.